# Sue Townsend
Susan Lillian „Sue“ Townsend (* 2. April 1946 in Leicester; † 10. April 2014 ebenda) war eine britische Schriftstellerin. Sie wurde vor allem durch die Buchserie Adrian Mole bekannt.

## Leben
Mit 15 Jahren brach Townsend ihre Schulausbildung ab und hielt sich mit verschiedenen Tätigkeiten über Wasser. Sie heiratete zum ersten Mal an ihrem 18. Geburtstag. Sie war mit Colin Broadway verheiratet und wurde Mutter von vier Kindern. Ihre Karriere als Schriftstellerin begann, als sie sich 1978 einer Autorengruppe des Phoenix Art Centers in Leicester anschloss. Ihr erstes Theaterstück war Womberang und wurde mit dem Thames Television Bursary ausgezeichnet.
Townsend litt an Diabetes, in dessen Folge sie 2001 erblindete.
Sue Townsend war eine Kritikerin der Monarchie und Klassengesellschaft in Großbritannien. Sie erhielt verschiedene Ehrungen und Auszeichnungen; unter anderen wurde sie 2013 mit einer Ehrendoktorwürde der De Montfort University in Leicester ausgezeichnet.
Townsend starb am 10. April 2014 in Leicester nach kurzer Krankheit.

## Wirkung
Sue Townsend ist eine der meistgelesenen zeitgenössischen englischen Autorinnen.
Die Tagebuch-Reihe über die Kunstfigur Adrian Mole stellte die säkulare Vorlage für die im christlichen Bereich sehr beliebte Buch-Reihe Tagebuch eines frommen Chaoten des christlichen Schriftstellers Adrian Plass dar. Dies wird unter anderem durch die Analogie des Titels des ersten Bands The Sacred Diary of Adrian Plass Aged 37 ¾ deutlich.

## Werke (Auswahl)
- The Secret Diary of Adrian Mole aged 13 three quarters (dt. Das Intimleben des Adrian Mole, 13 3/4 Jahre alt, München: Goldmann 1988)
- Die Blumen, in: Leselust. Anthologie. Hg. Clare Francis, Ondine Upton. Bertelsmann Club (Lizenz Wilhelm Goldmann), Gütersloh 1997 (ohne ISBN) S. 201–211 (zuerst Radiosendung The Flowers, Radio Four, 1990)
- The Growing Pains of Adrian Mole
- The True Confessions of Adrian Albert Mole
- Adrian Mole: From Minor to Major ist eine Sammlung der ersten 3 Adrian Mole-Bücher und schließt Adrian Mole and the Small Amphibians ein. Erschien im Deutschen unter Das Intimleben des Adrian Mole, 13 3/4 Jahre. (erschien 1999)
- Adrian Mole: The Wilderness Years (dt. Adrian Moles wilde Träume, München: Piper 1995).
- Adrian Mole: The Cappuccino Years (dt. Adrian Mole: die Cappuccino Jahre, Zürich: Haffmans 2000).
- The Queen and I (dt. Die Queen und ich, München: Goldmann 1993)
- Rebuilding Coventry. A Tale of Two Cities (dt. Mit einem Schlag war alles anders, München: Goldmann, 1989)
- Ghost Children
- Adrian Mole and the Weapons of Mass Destruction (dt.Adrian Mole und die Achse des Bösen, München: Heyne 2006)
- The Public Confessions of a Middle-aged Woman (dt. Krieg der Schnecken, München: Heyne 2003)
- The Queen in Hell Close
- Queen Camilla, 2006 (dt. Queen Camilla, München: Heyne 2008)
- Number Ten (dt. Downing Street No. 10, Berlin: Ed. Tiamat 2006)
- The Lost Diaries of Adrian Mole, 1999–2001, 2008.
  - deutsch: Die verschollenen Tagebücher des Adrian Mole, übersetzt von Astrid Finke, Heyne, München 2009, ISBN 978-3-453-40743-5.
- Adrian Mole – The Prostrate Years, 2009.
  - deutsch: Die Tagebücher des Adrian Mole: Die schweren Jahre nach 39, übersetzt von Astrid Finke, Edition Tiamat, Berlin 2011, ISBN 978-3-89320-150-1, als Taschenbuch: Heyne, München 2013, ISBN 978-3-453-40860-9.
- The Woman Who Went to Bed for a Year, 2012.
  - deutsch: Die Frau, die ein Jahr im Bett blieb, übersetzt von Juliane Zaubitzer, Haffmans & Tolkemitt, Berlin 2013, ISBN 978-3-942989-53-4.